# Oulad Nouel
Oulad Nouel (franska: Oulad Nouel (CR), Oulad Nouel (Commune Rurale), arabiska: سيدي رضوان) är en kommun i Marocko.   Den ligger i provinsen Sidi Kacem och regionen Rabat-Salé-Kénitra, i den norra delen av landet, 120 km öster om huvudstaden Rabat. Antalet invånare är 11 076.